# Natalie Zemon Davis
Natalie Zemon Davis (Detroit, Estados Unidos; 8 de noviembre de 1928-Ontario, Canadá; 21 de octubre de 2023) fue una historiadora estadounidense, doctorada en la Universidad de Míchigan (1959) y especialista en la historia cultural y social de Francia y de Europa en la época moderna temprana.

## Biografía
Nacida en Detroit, Davis se graduó del Cranbrook Kingswood School, para luego seguir estudios en el Smith College, y la Universidad de Míchigan, de donde obtuvo su Ph. D. en 1959. Fue profesora emérita de historia en la Universidad de Princeton y profesora adjunta en la Universidad de Toronto, donde había enseñado previamente. Asimismo, enseñó en diversas universidades en el mundo, tales como la Universidad de York, École des Hautes Études en Sciences Sociales, Universidad de Yale, Universidad de Berkeley y la Universidad de Oxford.
En 2010 le fue concedido el Premio Holberg.

## Campo de estudio
Sus principales intereses se centraron en la historia social y cultural, especialmente en temas previamente ignorados por los historiadores. Davis hizo uso de numerosas fuentes, tales como registros judiciales, obras, panfletos, protocolos notariales, censos tributarios, libros y documentos de asistencia social. Fue una de las precursoras en hacer una historia interdisciplinaria, que consiste en combinar la historia con disciplinas tales como la Antropología, Historia del arte, Etnografía y teoría literaria. 
Es conocida por haber sido asesora técnica de la película francesa de 1982, Le Retour de Martin Guerre (El Retorno de Martin Guerre). En 1983, escribió un libro con el mismo nombre con su interpretación de la historia de Martin Guerre
Davis creía firmemente en la posibilidad de "verdades" múltiples y mutuamente incompatibles que coexistan una al lado de la otra. Asimismo, creía que el uso de la ficción podría explicar el pasado mejor que la tradicional dependencia a hechos verdaderos. Por esta razón, Davis sintió que las películas tienen la habilidad de contar diferentes versiones de la misma historia y de presentar múltiples puntos de vista para explicar potencialmente la historia mejor que los métodos tradicionales de historia. 

## Artículos y libros
- Society and Culture in Early Modern France: Eight Essays, Stanford, California: Stanford University Press, 1975 (trad. cast. de Jordi Beltrán, Sociedad y cultura en la Francia moderna, Crítica, 1993).
- ""Women's History" in Transition: the European Case" pages 83-103 from Volume 3, Issue 3, Feminist Studies, 1975.
- "Ghosts, Kin, and Progeny: Some Features of Family Life in Early Modern France" pages 87-114 from Daedalus, Volume 106, Issue #2, 1977.
- "Gender and Genre: Women as Historical Writers, 1400-1820" pages 123-144 from University of Ottawa Quarterly, Volume 50, Issue #1, 1980.
- "Anthropology and History in the 1980s: the Possibilities of the Past"pages 267-275 from Journal of Interdisciplinary History, Volume 12, Issue #2, 1981.
- "The Sacred and the Body Social in Sixteenth-century Lyon", pages 40-70 from Past and Present, Volume 90, 1981.
- "Women in the Crafts in Sixteenth-century Lyon" pagers 47-80, Volume 8, Issue 1, from Feminist Studies, 1982.
- "Beyond the Market: Books as Gifts in Sixteenth-century France" pages 69-88 from Transactions of the Royal Historical Society Volume 33, 1983.
- The Return of Martin Guerre, Cambridge, MA: Harvard University Press, 1983 (trad. cast. de Helena Rotés, El regreso de Martin Guerre, Akal, 2013).
- Frauen und Gesellschaft am Beginn der Neuzeit, Berlín: Wagenbach, 1986.
- "`Any Resemblance to Persons Living or Dead': Film and the Challenge of Authenticity" pages 457-482 from The Yale Review, Volume 76, Issue #4, 1987.
- Fiction in the Archives: Pardon Tales and their Tellers in Sixteenth Century France, Stanford, California: Stanford University Press, 1987.
- "Fame and Secrecy: Leon Modena's Life as an Early Modern Autobiography" pages 103-118 from History and Theory, Volume 27, Issue #4, 1988.
- "History's Two Bodies" pages 1-13 from the American Historical Review, Volume 93, Issue #1, 1988.
- "On the Lame" pages 572-603 from American Historical Review, Volume 93, Issue #3, 1988.
- "Rabelais among the Censors (1940s, 1540s)" pages 1-32 from Representations, Volume 32, Issue #1, 1990.
- "The Shapes of Social History" pages 28-32 from Storia della Storiographia Volume 17, Issue #1, 1990.
- "Gender in the academy: women and learning from Plato to Princeton: an exhibition celebrating the 20th anniversary of undergraduate coeducation at Princeton University" / organized by Natalie Zemon Davis ... [et al.], Princeton: Princeton University Library, 1990
- "Women and the World of Annales" pages 121-137 from Volume 33, History Workshop Journal, 1992.
- Renaissance and Enlightenment Paradoxes, co-edited with A. Farge, Cambridge, MA: Belknap Press, 1993.
- Women on the Margins: Three Seventeenth-century Lives, Cambridge, MA: Harvard University Press, 1995 (trad. cast. de Carmen Martínez Gimeno, Mujeres de los márgenes: tres vidas del siglo XVII, Cátedra, 2001).
- A Life of Learning: Charles Homer Haskins Lecture for 1997, New York: American Council of Learned Societeis, 1997.
- Remaking Imposters: From Martin Guerre to Sommersbuy, Egham, Surrey, UK: Royal Holloway Publications Unit, 1997.
- "Beyond Evolution: Comparative History and its Goals" pages 149-158 from Swiat Historii edited by W. Wrzoska, Poznan: Instytut Historii, 1998.
- The Gift in Sixteenth-Century France, University of Wisconsin Press 2000.
- Slaves on Screen: Film and Historical Vision, Cambridge, MA: Harvard University Press, 2002 (tras. cast. de Saioa Sáez Dominguez, Esclavos en pantalla: cine y visión histórica, Libros corrientes, 2020).
- Passion for History: Conversations with Denis Crouzet, Truman State University, 2010) (Pasión  por la historia: entrevistas con Denis Crouzet, Universidad de Valencia, 2006).
- Trickster Travels New York: Hill & Wang, 2006 (León el africano: un viajero entre dos mundos, Universidad de Valencia, 2009).
- (junto a E.P. Thompson) La formación histórica de la cacerolada: charivari y rough music.  Correspondencia y textos afines, 1970-1972, Libros Corrientes, 2018.